# انوشروان (ایلخان)
انوشروان یا نوشروان (به خط اویغوری: ᠨᠤᠱᠷᠸᠠᠨ؛ حرف‌نویسی به خط لاتین: Nušrwan) یکی از مدعیان مقام ایلخانی ایران بود که در سال ۷۴۵ ه‍.ق (۱۳۴۴ م) در اران از سوی ملک اشرف چوپانی برای این مقام برگزیده شد. پیشینه و تبار وی به‌درستی مشخص نیست. زین‌الدین، پسر حمدالله مستوفی، دربارهٔ خاستگاه و نسب انوشروان در کتاب «ذیل تاریخ گزیده» مطلبی را بیان کرده که حافظ ابرو نیز در کتاب «ذیل جامع‌التواریخ» آن را تأیید کرده‌است:
و ملک اشرف… نوشروان نامی که قُبجاقی او بود و نژاد او از کاویان بود نام پادشاهی بر او انداخت و بر تخت نشاند و او را انوشروان عادل نام کرد.
معنای قُبجاقی یا قُبچاقی، خادم مسئول لباس‌ها است و با قِبچاقی، به‌معنی منسوب به دشت قبچاق یکی نیست. کاویان یعنی منسوب به کی یا به بیان دقیق‌تر، منسوب به کیانیان و به‌طور کلی پادشاهان ایران باستان. ابوالعلاء سودآور اصل این واژه را کاونان و آن را شکل جمع فارسی برای واژه مغولی keʾun دانسته است. این اصطلاح در دوره ایلخانی برای شاهزادگان چنگیزی غیر هلاکویی کاربرد داشت. بنابر ارزیابی سودآور، گماردن فردی با نسب کاویانی، به ملک اشرف که می‌خواست برپایه سنت ترکی-مغولی، حکومت خود را مطابق با یاسای چنگیزی و به نیابت از خاندان چنگیز خان نشان دهد، سودی نمی‌رساند. با وجود این، دادن نام «انوشروان عادل» به نوشروان، یادآور القاب خسرو انوشیروان، شاهنشاه نامدار ساسانی بود.
انوشروان جایگزین سلیمان، ایلخان دست‌نشانده شیخ حسن کوچک، برادر ملک اشرف شد. سلطنت او تنها اسمی بود و ملک اشرف درعمل بر تمام ارکان حکومت تسلط داشت. ملک اشرف، فرمان‌های شاهی و سکه‌ها را با نام او صادر می‌کرد و خطبه نماز نیز به نام انوشروان خوانده می‌شد. با مرگ یا برکناری انوشروان در تاریخی میان سال‌های ۷۵۵ تا ۷۵۷ ه‍.ق، ملک اشرف فردی با نام غازان (غازان دوم) را به‌عنوان جانشین برگزید. سکه‌های موجود نشان می‌دهند که در دست‌کم ۲۲ شهر، سکه به نام انوشروان ضرب می‌شده‌است. محدوده ضرب این سکه‌ها از گرجستان تا اران، آذربایجان، تالش گشتاسبی و همچنین بخش‌هایی از عراق عجم و آناتولی شرقی را دربرمی‌گرفت. برای درج نام ایلخان از خطوط عربی و اویغوری استفاده می‌شد.